# Horacy Farnese
Horacy Farnese właśc. Orazio Farnese (ur. w 1532, zm. 19 lipca 1553) – władca księstwa Castro w latach 1547-1553. Wnuk papieża Pawła III.

## Życiorys
Orazio Farnese był synem Piotra Alojzego Farnese i Girolamy Orsini, a jego braćmi byli Alessandro, Ranuccio i Ottavio. Początkowo miał być przeznaczony do kariery wojskowej, lecz ponieważ planem Pawła III było obsadzenie swoich krewnych na wysokich stanowiskach państwowych, Orazio miał zostać wżeniony do rodziny króla Francji, Henryka II Walezjusza. 29 sierpnia 1545 bullą papieską został mianowany prefektem Rzymu. 3 miesiące po śmierci swojego ojca, 4 listopada 1547, otrzymał we władanie księstwo Castro. Ponieważ sympatyzował on ze stroną francuską, Henryk II naciskał, by oddać mu we władanie Parmę, na co papież nie chciał przystać. Jednak w marcu 1548, Paweł zmienił zdanie i chciał odebrać władzę w Parmie Ottaviowi i przekazać ją Oraziowi. Po śmierci Pawła III, w czasie sede vacante, Orazio został tymczasowo mianowany dowódcą wojska papieskich. Po elekcji nowego papieża, Juliusz III potwierdził władzę Orazio w Castro. Wkrótce potem jednak, wybuchł otwarty konflikt pomiędzy papieżem a Ottaviem Farnese. Doszło wówczas do sporu pomiędzy braćmi, Alessandro stanął po stronie Ottavia, natomiast Ranuccio poparł Orazio. Kardynał Ranuccio Farnese obawiał się bowiem, że Ottavio, za namową Alessandra, odbierze księstwo Castro od Orazio.
14 lutego 1553 poślubił córkę Henryka II, Dianę d'Angouleme. Pięć miesięcy później w trakcie obrony twierdzy w Hesdin, przed Emanuelem Filibertem, został poważnie ranny. Zmarł bezpotomnie, następnego dnia po bitwie, 19 lipca 1553.